# Districte d'Hinthada
El districte d'Hinthada o d'Henzada és una divisió administrativa de la divisió d'Ayeyarwady a Birmània, a la part nord de la divisió. La superfície és de 6990 km²; no s'han publicat les estadístiques de població. El riu Irauadi (Ayeyarwady) forma el límit oriental.

## Administració
Es divideix en sis townships (àrees dependents d'una ciutat): 
- Hinthada
- Zalun
- Laymyethna
- Myanaung
- Kyankhin
- Ingapu

Les muntanyes Arakan Yoma arriben al districte a més de 1240 metres. Els rius són nombrosos destacant el Pata-shin, l'Ot-po (o Ka-nyin, que unit al Sinbun desaigua al Thambayadaing), i el Nangathu, afluents del Irawadi i el Bassein. El Irawadi corre de nord a sud del districte en direcció lleugerament al sud-est; els rius Sanda, Alun, i Padaw neixen a les Arakan Yoma i s'uneixen per formar el Pata-shin, que desdaigua al Irawadi devant de Kyan-kin. El riu Bassein és una branca del Irawadi, al que abandona a uns 15 km d'Hinthada corrent en direcció sud-oest cap a mar.

## Història
Hinthada deriva el seu nom de la forma burmanitzada del nom pali de l'ànec bramànic i fou part del regne mon talaing de Pegu (1740) fins que el 1755 fou ocupada pel rei birmà Alaungpaya.
Durant la primera Guerra Anglobirmana (1824-1826) amb els britànics no hi va haver resistència i després de la caiguda de Donabyu, Sir Archibald Campbell va seguir cap al riu Irawadi, i a Taroh-pmaw es va trobar als enviats birmans que van refusar negociar fins que van arribar a Prome.
A la segona Guerra Anglobirmana després de la conquesta de Yangon i Pathein, Donabyu fou ocupada novament; el juliol de 1852 Prome fou ocupada; les forces birmanes, al saber això, van abandonar les fortificacions a Akauklaung (o Akauk-taung), a l'extrem nord del districte, i van intentar travessar el riu però foren detectades pels britànics i derrotades i el general birmà es va rendir; no obstant els anglesos no van ocupar totes les posicions birmanes i la resistència s'hi va mantenir algun temps; com que Akauk-taungva quedar sense ocupar els birman se'n van aprofitar per restaurar les fortificacions però foren assaltades pel capità Loch, que la va conquerir sense baixes i un destacament es va estacionar al lloc; pocs dies després el cap britànic major Gardner va morir en un combat menor junt amb sis sipais i Akauklaung fou abandonada; es va enviar un destacament des de Prome que va recuperar la posició i en endavant ja no hi va haver més conflictes seriosos i el nord del districte va quedar pacificat però al sud es va mantenir l'agitació sota la direcció de Nga Myat Tun, un senyor local hereditari (thugyi), que feia incursions a Henzada, Bassein i Maubin, fins que les seves forces foren dispersades a Danubyu, al districte de Maubin.
El districte inicial de Hinthada (després del 1852) va incloure part del districte de Maubin i gairebé tot el districte de Tharrawaddy amb el nom de districte de Tharrawaw, però posteriorment en els següents trenta anys es van fer diverses modificacions.

## Geografia
La població era la següent:256.753 (1872), 363.899 (1881), 437.620 (1891) i 484.558 (1901).
Administrativament estava dividit en dues subdivisions (Hinthada i Myanaung) i en les municipalitats de Henzada, Zalun, Okpo, Lemyethna, Kanaung i Kyangin. Les quatre primeres corresponien a la subdivisió d'Hinthada i les altres dues a la de Myanaung. Era el districte amb més ciutat de tota la Birmània Britànica: Henzada (capital), Zalun, Kyangin, Myanaung i Lemyethna, les quatre primeres municipalitats i la darrera sota un comitè de la ciutat.
Els birmans eren el 87%, amb minories talaing i karen. La gran majoria era budista. L'administració local dels thugyi fou abolida progressivament i substituïda per caps anomenats ywatkugyi dels que el 1901 n'hi havia 621.